# 固化
在高分子化學和程序工程中，固化（英語：curing）是高分子材料因高分子鍊交聯而導致的韌化和硬化現象，可由施加電子束、熱量或化學添加劑引發。當固化係由紫外輻射所引發，該過程稱為UV固化。在橡膠加工中，其固化程序亦稱為硫化。

## 樹脂固化
儘管熱固性樹脂的種類十分多樣（如環氧樹脂、乙烯基酯、聚酯等等），不過其固化行為均具有相同本質。起初，樹脂黏度於施加熱量的情況下降低，經過一段高流動性的區段後，因化學反應而逐漸增加；黏度上升乃起因於組成低聚物的平均長度和交聯程度隨著化學反應而增加。這個過程將持續直到形成連續且三維的低聚物鍊網，該階段即凝膠化。凝膠現象對於樹脂加工是一項重要的分水嶺；樹脂在凝膠前具有流動性，而凝膠後則幾乎喪失流動性；此時，樹脂和復合材料的微觀結構是固定的，且對進一步固化產生嚴重的擴散限制。因此，為了在凝膠後達到樹脂的玻璃轉化溫度，通常提高加工溫度是必須的。固化監測提供了一個了解固化過程的重要方法。

## 腳註
1. ↑  Gregory T. Carroll, Nicholas J. Turro and Jeffrey T. Koberstein (2010) Patterning Dewetting in Thin Polymer Films by Spatially Directed Photocrosslinking Journal of Colloid and Interface Science, Vol. 351, pp 556-560 doi:10.1016/j.jcis.2010.07.070